# Tatton (circonscription britannique)
Circonscription parlementaire de la Chambre des communes
Tatton est une circonscription électorale anglaise située dans le Cheshire et représentée à la Chambre des communes du Parlement britannique.

## Histoire
La circonscription est créée pour les élections législatives de 1983 puis est modifiée en 1997, 2010, 2019 et 2024.